# Elasticidad del caucho
La elasticidad del caucho se refiere a una propiedad del caucho reticulado: se puede estirar hasta en un factor de 10 desde su longitud original y, cuando se suelta, vuelve casi a su longitud original. Esto se puede repetir muchas veces sin degradación aparente del caucho. El caucho es miembro de una clase más grande de materiales llamados elastómeros y es difícil sobrestimar su importancia económica y tecnológica. Los elastómeros han jugado un papel clave en el desarrollo de nuevas tecnologías en el siglo XX y hacen una contribución sustancial a la economía global. La elasticidad del caucho es producida por varios procesos moleculares complejos y su explicación requiere un conocimiento avanzado de matemáticas, química y física estadística, particularmente el concepto de entropía. La entropía puede considerarse como una medida de la energía térmica que se almacena en una molécula. Los cauchos comunes, como el polibutadieno y el poliisopreno (también llamado caucho natural), se producen mediante un proceso llamado polimerización. Las moléculas muy largas (polímeros) se construyen secuencialmente agregando unidades de columna vertebral moleculares cortas a través de reacciones químicas. Un polímero de caucho sigue un camino aleatorio en zigzag en tres dimensiones, entremezclándose con muchas otras moléculas de caucho. 
Un elastómero se crea mediante la adición de un pequeño porcentaje de una molécula reticulante como el azufre. Cuando se calienta, la molécula de entrecruzamiento provoca una reacción que une (enlaza) químicamente dos de las moléculas de caucho en algún punto (un entrecruzamiento). Debido a que las moléculas de caucho son tan largas, cada una participa en muchos enlaces cruzados con muchas otras moléculas de caucho formando una red molecular continua. A medida que se estira una banda elástica, algunas de las cadenas de la red se ven obligadas a volverse rectas y esto provoca una disminución de su entropía. Es esta disminución de la entropía la que da lugar a la fuerza elástica en las cadenas de la red.

## Historia
Tras su introducción en Europa desde el Nuevo Mundo a finales del siglo XV, el caucho natural (poliisopreno) se consideró principalmente como una curiosidad fascinante. Su aplicación más útil fue su capacidad para borrar marcas de lápiz sobre papel frotando, de ahí su nombre. Una de sus propiedades más peculiares es un ligero (pero detectable) aumento de temperatura que se produce cuando se estira una muestra de caucho. Si se permite que se retraiga rápidamente, se observa la misma cantidad de enfriamiento. Este fenómeno llamó la atención del físico inglés John Gough. En 1805 publicó algunas observaciones cualitativas sobre esta característica y cómo la fuerza de estiramiento requerida aumentaba con la temperatura.

A mediados del siglo XIX, la teoría de la termodinámica se estaba desarrollando y dentro de este marco, el matemático y físico inglés Lord Kelvin mostró que el cambio en la energía mecánica requerida para estirar una muestra de caucho debe ser proporcional al aumento de temperatura. Posteriormente, esto estaría asociado con un cambio en la entropía. La conexión con la termodinámica se estableció firmemente en 1859 cuando el físico inglés James Joule publicó las primeras mediciones cuidadosas del aumento de temperatura que se producía cuando se estiraba una muestra de caucho. Este trabajo confirmó las predicciones teóricas de Lord Kelvin.

En 1838, el inventor estadounidense Charles Goodyear descubrió que las propiedades elásticas del caucho natural podían mejorarse enormemente agregando un pequeño porcentaje de azufre. Las cadenas cortas de azufre produjeron enlaces cruzados químicos entre moléculas de poliisopreno adyacentes. Antes de que se entrecruce, el caucho natural líquido consta de moléculas de polímero muy largas, que contienen miles de unidades de columna vertebral isopreno, conectadas de cabeza a cola (comúnmente denominadas cadenas). Cada cadena sigue un camino tridimensional aleatorio a través del polímero líquido y está en contacto con miles de otras cadenas cercanas. Cuando se calientan a unos 150 °C, las moléculas de entrecruzamiento reactivas, como el azufre o el peróxido de dicumilo, pueden descomponerse y las reacciones químicas posteriores producen un enlace químico entre cadenas adyacentes. Un enlace cruzado se puede visualizar como la letra 'X' pero con algunos de sus brazos apuntando hacia fuera del plano. El resultado es una red molecular tridimensional. Todas las moléculas de poliisopreno se conectan entre sí en múltiples puntos mediante estos enlaces químicos (nodos de la red), lo que da lugar a una única molécula gigante y se pierde toda la información sobre los polímeros largos originales. Una goma elástica es una sola molécula, al igual que un guante de látex. Las secciones de poliisopreno entre dos enlaces cruzados adyacentes se denominan cadenas de red y pueden contener hasta varios cientos de unidades de isopreno. En el caucho natural, cada reticulación da lugar a un nodo de red del que salen cuatro cadenas. Es la red la que da lugar a las propiedades elásticas.
Debido a la enorme importancia económica y tecnológica del caucho, predecir cómo responde una red molecular a las tensiones mecánicas ha sido de interés permanente para científicos e ingenieros. Para entender las propiedades elásticas del caucho, en teoría, es necesario conocer tanto los mecanismos físicos que ocurren a nivel molecular como la forma en que la naturaleza aleatoria de la cadena del polímero define la red. Los mecanismos físicos que ocurren dentro de secciones cortas de las cadenas de polímeros producen las fuerzas elásticas y la morfología de la red determina cómo se combinan estas fuerzas para producir la tensión macroscópica que observamos cuando se deforma una muestra de caucho, por ejemplo, sometida a extensión.

## Modelos a nivel molecular
En realidad, existen varios mecanismos físicos que producen las fuerzas elásticas dentro de las cadenas de la red cuando se estira una muestra de caucho. Dos de estos surgen de cambios de entropía y uno está asociado con la distorsión de los ángulos de enlace molecular a lo largo de la columna vertebral de la cadena. Estos tres mecanismos son inmediatamente evidentes cuando se estira manualmente una muestra de caucho moderadamente gruesa. Inicialmente, el caucho se siente bastante rígido, es decir, la fuerza debe aumentarse a un ritmo elevado con respecto a la deformación. En deformaciones intermedias, el aumento de fuerza requerido es mucho menor para causar la misma cantidad de estiramiento. Finalmente, a medida que la muestra se acerca al punto de ruptura, su rigidez aumenta notablemente. Lo que el observador está notando son los cambios en el módulo de elasticidad que se deben a los diferentes mecanismos moleculares. Estas regiones se pueden ver en la Fig. 1, una medición típica de tensión frente a deformación para el caucho natural. Los tres mecanismos (etiquetados como Ia, Ib y II) corresponden predominantemente a las regiones que se muestran en el gráfico. El concepto de entropía nos llega del área de la física matemática llamada mecánica estadística que se ocupa del estudio de grandes sistemas térmicos, p. Redes de caucho a temperatura ambiente. Aunque el comportamiento detallado de las cadenas constituyentes es aleatorio y demasiado complejo para estudiarlo individualmente, podemos obtener información muy útil sobre su comportamiento "promedio" a partir de un análisis mecánico estadístico de una muestra grande. No hay otros ejemplos de cómo los cambios de entropía pueden producir una fuerza en nuestra experiencia cotidiana. Se puede considerar que las fuerzas entrópicas en las cadenas de polímeros surgen de las colisiones térmicas que experimentan sus átomos constituyentes con el material circundante. Es este empujón constante el que produce una fuerza de resistencia (elástica) en las cadenas cuando se las obliga a enderezarse. Si bien estirar una muestra de caucho es el ejemplo más común de elasticidad, también ocurre cuando se comprime el caucho. La compresión puede considerarse como una expansión bidimensional, como cuando se infla un globo. Los mecanismos moleculares que producen la fuerza elástica son los mismos para todos los tipos de tensión.
Cuando estos modelos de fuerzas elásticas se combinan con la morfología compleja de la red, no es posible obtener fórmulas analíticas simples para predecir la tensión macroscópica. Solo a través de simulaciones numéricas en computadoras es posible capturar la interacción compleja entre las fuerzas moleculares y la morfología de la red para predecir el estrés y la falla final de una muestra de caucho a medida que se deforma.

### El Paradigma Molecular Kink para la elasticidad del caucho[4]

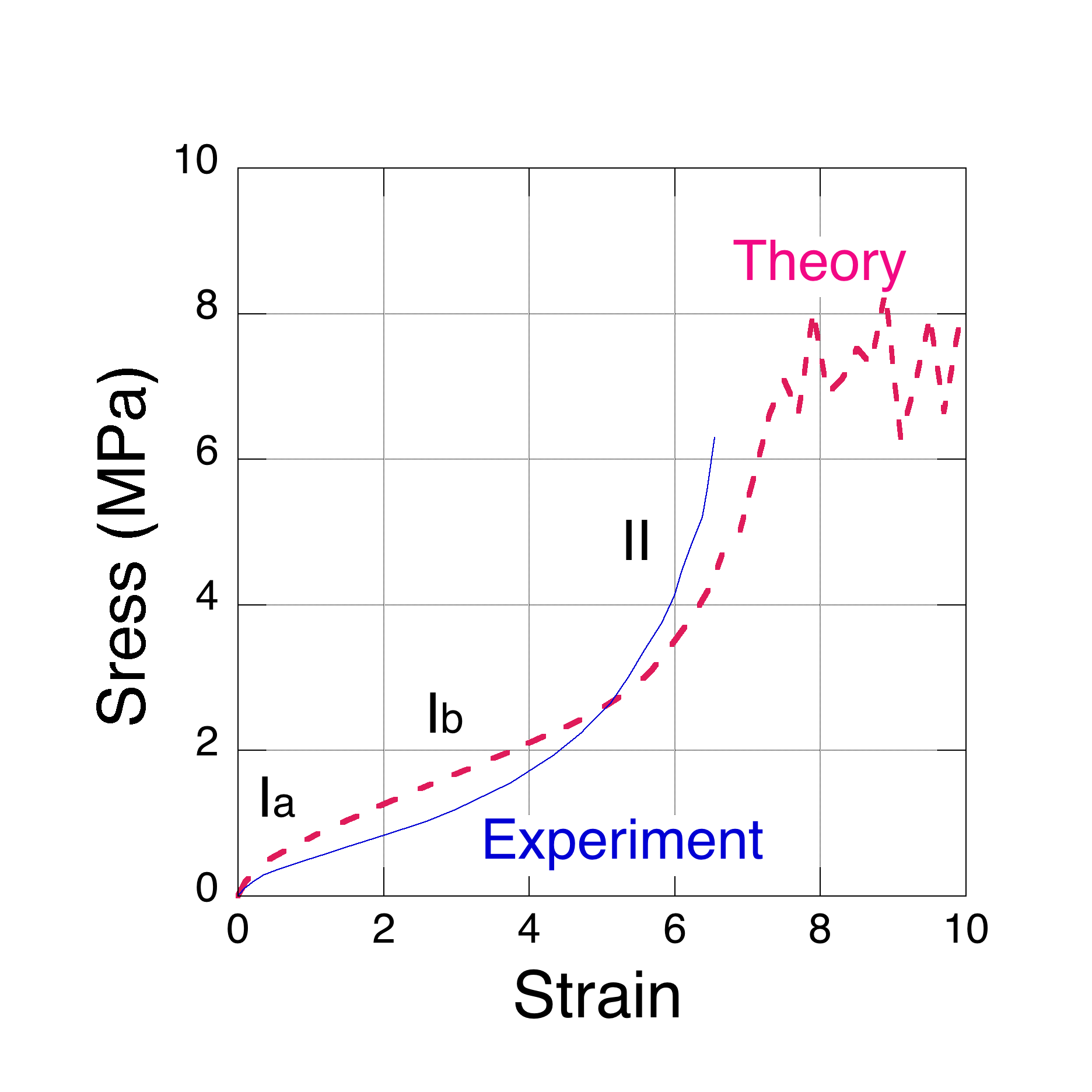
Fig. 1 Tensión frente a deformación por tracción para una red de caucho natural. Datos experimentales de Treloar (azul sólido), simulación teórica (rojo discontinuo)

El Paradigma Molecular Kink procede de la noción intuitiva de que las cadenas moleculares que componen una red de caucho natural (poliisopreno) están restringidas por las cadenas circundantes para permanecer dentro de un "tubo". Las fuerzas elásticas producidas en una cadena, como resultado de alguna tensión aplicada, se propagan a lo largo del contorno de la cadena dentro de este tubo. La Fig. 2 muestra una representación de una unidad principal de isopreno de cuatro carbonos con un átomo de carbono extra en cada extremo para indicar sus conexiones con unidades adyacentes en una cadena. Tiene tres enlaces simples C-C y un enlace doble. Es principalmente al girar alrededor de los enlaces simples C-C que una cadena de poliisopreno explora aleatoriamente sus posibles conformaciones. Las secciones de la cadena que contienen entre dos y tres unidades de isopreno tienen suficiente flexibilidad para que puedan considerarse estadísticamente descorrelacionadas entre sí. Es decir, no hay correlación direccional a lo largo de la cadena para distancias mayores que esta distancia, denominada longitud de Kuhn. Estas regiones no rectas evocan el concepto de "torceduras" y, de hecho, son una manifestación de la naturaleza Caminata aleatoria de la cadena. Dado que una torcedura se compone de varias unidades de isopreno, cada una de las cuales tiene tres enlaces simples carbono-carbono, hay muchas conformaciones posibles disponibles para una torcedura, cada una con una energía distinta y una distancia de extremo a extremo. En escalas de tiempo de segundos a minutos, solo estas secciones relativamente cortas de la cadena, es decir, las torceduras, tienen suficiente volumen para moverse libremente entre sus posibles conformaciones rotacionales. Las interacciones térmicas tienden a mantener las torceduras en un estado de flujo constante, ya que realizan transiciones entre todas sus posibles conformaciones rotacionales. Debido a que las torceduras están en equilibrio térmico, la probabilidad de que una torcedura resida en cualquier conformación rotacional está dada por una distribución de Boltzmann y podemos asociar una entropía con su extremo a extremo distancia. La distribución de probabilidad para la distancia de extremo a extremo de una longitud de Kuhn es aproximadamente Gaussiana y está determinada por los factores de probabilidad de Boltzmann para cada estado (conformación rotacional). A medida que se estira una red de goma, algunas torceduras se fuerzan en un número restringido de conformaciones más extendidas que tienen una mayor distancia de extremo a extremo y es la disminución resultante de la entropía lo que produce una fuerza elástica a lo largo de la cadena.
Hay tres mecanismos moleculares distintos que producen estas fuerzas, dos de los cuales surgen de cambios en la entropía a los que nos referiremos como régimen de extensión de cadena baja, Ia y régimen moderado de extensión de cadena, Ib. El tercer mecanismo se produce en la extensión de cadena alta, ya que se extiende más allá de su longitud de contorno de equilibrio inicial por el distorsión de los enlaces químicos a lo largo de su columna vertebral. En este caso, la fuerza restauradora es de tipo resorte y nos referiremos a ella como régimen II. Se encontró que los tres mecanismos de fuerza corresponden aproximadamente a las tres regiones observadas en los experimentos de tensión de tracción frente a deformación, se muestra en la figura 1.
La morfología inicial de la red, inmediatamente después del entrecruzamiento químico, se rige por dos procesos aleatorios: (1) La probabilidad de que se produzca un entrecruzamiento en cualquier unidad de isopreno y (2) la naturaleza del recorrido aleatorio del conformación de la cadena. La distancia de extremo a extremo distribución de probabilidad para una longitud de cadena fija, es decir, un número fijo de unidades de isopreno, se describe mediante un recorrido aleatorio. Es la distribución de probabilidad conjunta de las longitudes de la cadena de la red y las distancias de extremo a extremo entre sus nodos de enlace cruzado lo que caracteriza la morfología de la red. Debido a que tanto los mecanismos de física molecular que producen las fuerzas elásticas como la morfología compleja de la red deben tratarse simultáneamente, los modelos de elasticidad analíticos simples no son posibles; un modelo numérico tridimensional explícito para simular los efectos de la tensión en un elemento de volumen representativo de una red.

#### Régimen de extensión de cadena baja, Ia
El Paradigma Molecular Kink visualiza una cadena de red representativa como una serie de vectores que siguen el contorno de la cadena dentro de su tubo. Cada vector representa la distancia de equilibrio de extremo a extremo de una torcedura. La trayectoria tridimensional real de la cadena no es pertinente, ya que se supone que todas las fuerzas elásticas operan a lo largo del contorno de la cadena. Además de la longitud del contorno de la cadena, el único otro parámetro importante es su tortuosidad, la relación entre la longitud de su contorno y su distancia de extremo a extremo. A medida que se extiende la cadena, en respuesta a una deformación aplicada, se supone que la fuerza elástica inducida se propaga uniformemente a lo largo de su contorno. Considere una cadena de red cuyos puntos finales (nodos de red) están más o menos alineados con el eje de deformación por tracción. A medida que se aplica la tensión inicial a la muestra de caucho, los nodos de la red en los extremos de la cadena comienzan a separarse y todos los vectores de torcedura a lo largo del contorno se estiran simultáneamente. Físicamente, la tensión aplicada obliga a las torceduras a estirarse más allá de su equilibrio térmico distancias de extremo a extremo, provocando una disminución en su entropía. El aumento de energía libre asociado con este cambio de entropía da lugar a una fuerza elástica (lineal) que se opone a la deformación. La constante de fuerza para el régimen de baja deformación se puede estimar mediante el muestreo de dinámica molecular (MD) trayectorias de una torcedura, es decir, cadenas cortas, compuestas de 2–3 unidades de isopreno, a temperaturas relevantes, p. 300K. Al tomar muchas muestras de las coordenadas en el transcurso de las simulaciones, se pueden obtener las distribuciones de probabilidad de la distancia de extremo a extremo para una torcedura. Dado que estas distribuciones (que resultan ser aproximadamente Gaussiana) están directamente relacionadas con el número de estados, podemos asociarlas con la entropía de la torcedura en cualquier distancia de extremo a extremo. Al diferenciar numéricamente la distribución de probabilidad, se puede encontrar el cambio en la entropía y, por lo tanto, energía libre de Helmholtz, con respecto a la distancia de extremo a extremo de la torcedura. Se encuentra que el modelo de fuerza para este régimen es lineal y proporcional a la temperatura dividida por la tortuosidad de la cadena.

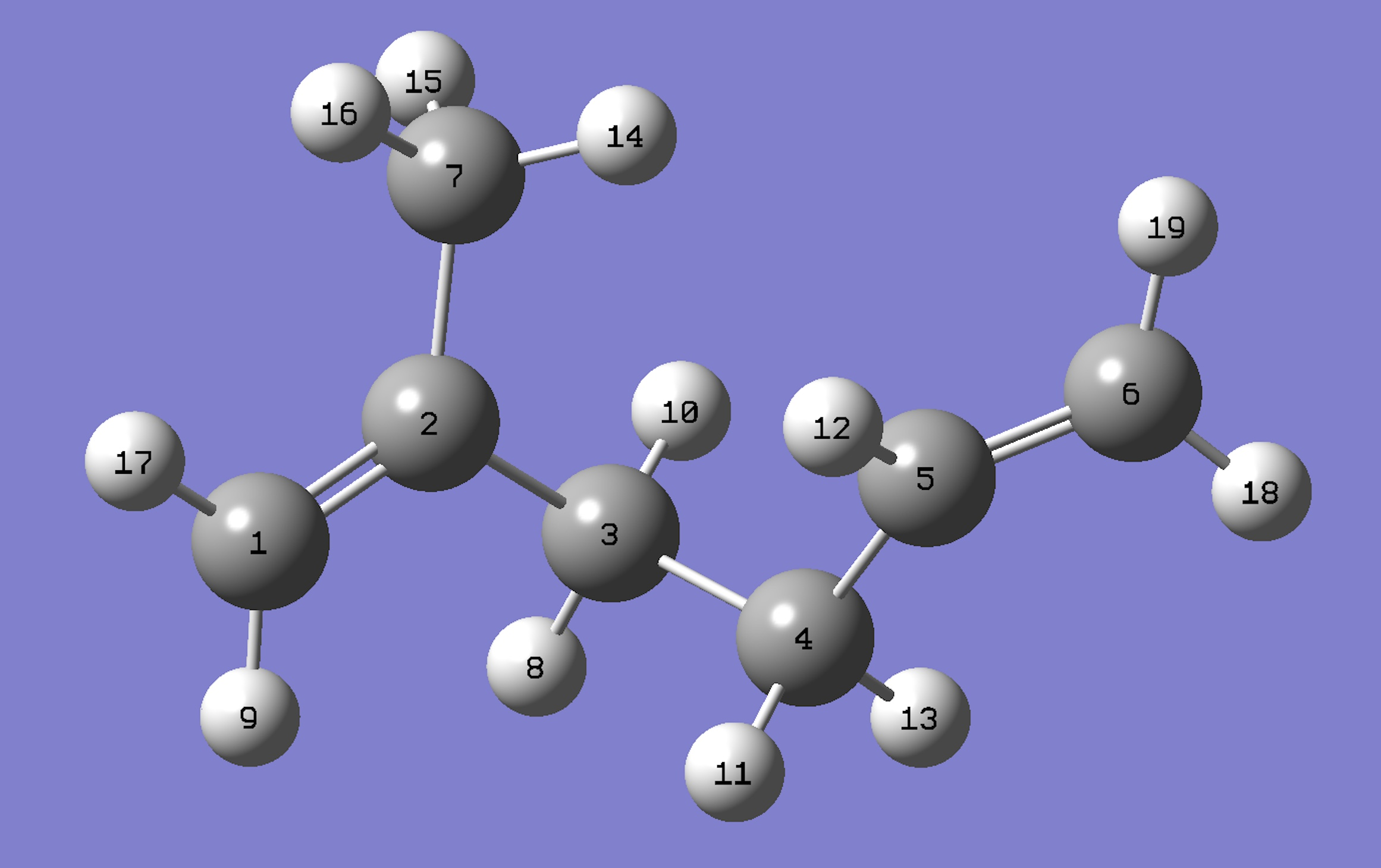
Fig. 2 Unidad principal de isopreno. compuesto por átomos de carbono (gris oscuro) y átomos de hidrógeno (blanco). Los átomos de carbono etiquetados como '1' y '6' están en unidades adyacentes en la cadena del polímero.

#### Régimen moderado de extensión de cadena, Ib
En algún punto del régimen de baja extensión, es decir, cuando todas las torceduras a lo largo de la cadena se extienden simultáneamente, se vuelve energéticamente más favorable tener una transición de torcedura a una conformación extendida para estirar más la cadena. La tensión aplicada puede obligar a una sola unidad de isopreno dentro de una torcedura a adoptar una conformación extendida, aumentando ligeramente la distancia de extremo a extremo de la cadena, y la energía requerida para hacer esto es menor que la necesaria para continuar extendiendo todas las torceduras simultáneamente. . Numerosos experimentos sugieren fuertemente que el estiramiento de una red de caucho va acompañado de una disminución de la entropía. Como se muestra en la Fig. 2, una unidad de isopreno tiene tres enlaces C-C simples y hay dos o tres ángulos de rotación preferidos (orientaciones) sobre estos enlaces que tienen mínimos de energía. De las 18 conformaciones rotacionales permitidas, solo 6 tienen distancias de extremo a extremo extendidas y obligar a las unidades de isopreno en una cadena a residir en algún subconjunto de los estados extendidos debe reducir el número de conformaciones rotacionales disponibles para térmica. movimiento. Es esta reducción en el número de estados disponibles lo que hace que la entropía disminuya. A medida que la cadena continúa enderezándose, todas las unidades de isopreno en la cadena finalmente se fuerzan a adoptar conformaciones extendidas y se considera que la cadena está "tensa". Se puede estimar una constante de fuerza para la extensión de la cadena a partir del cambio resultante en energía libre asociado con este cambio de entropía. Al igual que con el régimen Ia, el modelo de fuerza para este régimen es lineal y proporcional a la temperatura dividida por la tortuosidad de la cadena.

#### Régimen de extensión de cadena alta, II
Cuando todas las unidades de isopreno en una cadena de red se han visto obligadas a residir en solo unas pocas conformaciones rotacionales extendidas, la cadena se vuelve tensa. Puede considerarse sensiblemente recto, excepto por el camino en zigzag que hacen los enlaces C-C a lo largo del contorno de la cadena. Sin embargo, aún es posible una mayor extensión mediante distorsiones de enlace, por ejemplo, aumentos del ángulo de enlace, estiramientos de enlace y rotaciones del ángulo diedro. Estas fuerzas son similares a resortes y no están asociadas con cambios de entropía. Una cadena tensa puede extenderse solo un 40%. En este punto, la fuerza a lo largo de la cadena es suficiente para romper mecánicamente el enlace covalente C-C. Este límite de fuerza de tracción se ha calculado a través de simulaciones de química cuántica y es de aproximadamente 7 n N, aproximadamente un factor de mil mayor que las fuerzas de la cadena entrópica a baja tensión. Los ángulos entre los enlaces C-C de la columna vertebral adyacente en una unidad de isopreno varían entre aproximadamente 115 y 120 grados y las fuerzas asociadas con el mantenimiento de estos ángulos son bastante grandes, por lo que dentro de cada unidad, la columna vertebral de la cadena siempre sigue un camino en zigzag, incluso en la ruptura del enlace. Este mecanismo explica el fuerte aumento en la tensión elástica, observado en altas deformaciones (Fig. 1).

#### Morfología de la red
Aunque la red está completamente descrita por solo dos parámetros (el número de nodos de la red por unidad de volumen y la longitud de descorrelación estadística del polímero, la longitud de Kuhn), la forma en que se conectan las cadenas es en realidad bastante Complicado. Existe una amplia variación en las longitudes de las cadenas y la mayoría de ellas no están conectadas al nodo de red vecino más cercano. Tanto la longitud de la cadena como su distancia de extremo a extremo se describen mediante distribuciones de probabilidad. El término 'morfología' se refiere a esta complejidad. Si el agente de reticulación se mezcla completamente, existe la misma probabilidad de que cualquier unidad de isopreno se convierta en un nodo de red. Para el peróxido de dicumilo, la eficiencia de reticulación en el caucho natural es la unidad, pero este no es el caso del azufre. La morfología inicial de la red está dictada por dos procesos aleatorios: la probabilidad de que ocurra un entrecruzamiento en cualquier unidad de isopreno y la naturaleza de paseo aleatorio de Markov de una conformación de la cadena. La función de distribución de probabilidad de hasta qué punto un extremo de una cadena puede 'desviarse' del otro se genera mediante una secuencia de Markov. Esta función de densidad de probabilidad condicional relaciona la longitud de la cadena {\displaystyle n} en unidades de la longitud de Kuhn {\displaystyle b} a la distancia de extremo a extremo {\displaystyle r}:
| {\displaystyle P(r,N)\;=\;P(N)P(r\|N)\;=\;p_{x}{\left(1-p_{x}\right)}^{N-1}\,4\pi r^{2}\left({\frac {2nb^{2}\pi }{3}}\right)^{-{3}/{2}}\exp \left(-{\frac {3r^{2}}{2nb^{2}}}\right)} | \| \| \| \| \| \| \| \| | (4) |
| |                         |     |
| |                         |     |

La probabilidad de que cualquier unidad de isopreno se convierta en parte de un nodo de enlace cruzado es proporcional a la proporción de las concentraciones de las moléculas de enlace cruzado (por ejemplo, peróxido de dicumilo) a las unidades de isopreno: {\displaystyle p_{x}=2{\frac {\text{[entrecruzamiento]}}{\text{[isopreno]}}}} El factor de dos surge porque dos unidades de isopreno (una de cada cadena) participan en el entrecruzamiento. La probabilidad para encontrar una cadena que contenga {\displaystyle N} unidades de isopreno está dada por:
| {\displaystyle P(N)=p_{x}{\left(1-p_{x}\right)}^{N-1}\,,} | \| \| \| \| \| \| \| \| | (3) |
|                                                           |                         |     |
|                                                           |                         |     |

where {\displaystyle N\geq 1}.
La ecuación puede entenderse simplemente como la probabilidad de que una unidad de isopreno NO sea un enlace cruzado (1−px) en N−1 unidades sucesivas a lo largo de una cadena. Dado que P(N) disminuye con N, las cadenas más cortas son más probables que las más largas. Tenga en cuenta que el número de segmentos de la columna vertebral estadísticamente independientes no es el mismo que el número de unidades de isopreno. Para las redes de caucho natural, la longitud de Kuhn contiene alrededor de 2,2 unidades de isopreno, por lo que {\displaystyle N\sim 2,2n}. Es el producto de las ecuaciones (1) y (3) (la distribución de probabilidad conjunta) que relaciona la longitud de la cadena de la red ({\displaystyle N} ) y la distancia de extremo a extremo ({\displaystyle r}) entre sus nodos de enlace cruzado de terminación:
| {\displaystyle P(r,N)\;=\;P(N)P(r\|N)\;=\;p_{x}{\left(1-p_{x}\right)}^{N-1}\,4\pi r^{2}\left({\frac {2nb^{2}\pi }{3}}\right)^{-{3}/{2}}\exp \left(-{\frac {3r^{2}}{2nb^{2}}}\right)} | \| \| \| \| \| \| \| \| | (4) |
| |                         |     |
| |                         |     |

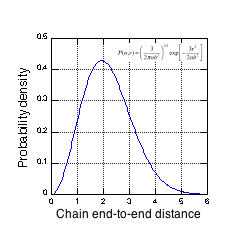
Fig. 3 Densidad de probabilidad para una cadena de red promedio frente a la distancia de extremo a extremo en unidades de espaciado medio de nodos de entrecruzamiento (2,9 nm); n= 52, b= 0,96 nm.

La morfología compleja de una red de caucho natural se puede ver en la Fig. 3, que muestra la densidad de probabilidad frente a la distancia de extremo a extremo (en unidades de espaciado medio de nodos) para una cadena "promedio". Para la densidad de entrecruzamiento experimental común de 4x1019 cm−3, una cadena promedio contiene aproximadamente 116 unidades de isopreno (52 longitudes de Kuhn) y tiene una longitud de contorno de aproximadamente 50nm. La Fig. 3 muestra que una fracción significativa de las cadenas abarca varios espaciamientos de nodos, es decir, los extremos de la cadena se superponen a otras cadenas de la red. El caucho natural, entrecruzado con peróxido de dicumilo, tiene entrecruzamientos tetrafuncionales, es decir, cada nodo entrecruzado tiene 4 cadenas de red que emanan de él. Dependiendo de su tortuosidad inicial y la orientación de sus puntos finales con respecto al eje de deformación, cada cadena asociada con un nodo de entrecruzamiento activo puede tener una constante de fuerza elástica diferente a medida que resiste la deformación aplicada. Para preservar el equilibrio de fuerzas (fuerza neta cero) en cada nodo de entrecruzamiento, se puede obligar a un nodo a moverse junto con la cadena que tiene la constante de fuerza más alta para la extensión de la cadena. Es este movimiento de nodo complejo, que surge de la naturaleza aleatoria de la morfología de la red, lo que hace que el estudio de las propiedades mecánicas de las redes de caucho sea tan difícil. A medida que se tensa la red, emergen caminos compuestos por estas cadenas más extendidas que abarcan toda la muestra, y son estos caminos los que llevan la mayor parte de la tensión a altas deformaciones.

#### Modelo de simulación de redes
Para calcular la respuesta elástica de una muestra de caucho, los tres modelos de fuerza de cadena (regímenes Ia, Ib y II) y la morfología de la red deben combinarse en un modelo de red micromecánica. Usando la distribución de probabilidad conjunta en la ecuación (4) y los modelos de extensión de fuerza, es posible diseñar algoritmos numéricos para construir un elemento de volumen representativo fiel de una red y para simular la tensión mecánica resultante cuando se somete a tensión. Se utiliza un algoritmo de relajación iterativo para mantener el equilibrio de fuerza aproximado en cada nodo de la red a medida que se impone la tensión. Cuando la constante de fuerza obtenida para torceduras que tienen 2 o 3 unidades de isopreno (aproximadamente una longitud de Kuhn) se usa en simulaciones numéricas, se encuentra que la tensión predicha es consistente con los experimentos. Los resultados de dicho cálculo se muestran en la Fig. 1 (línea roja discontinua) para el caucho natural reticulado con azufre y se comparan con los datos experimentales (línea azul continua). Estas simulaciones también predicen un aumento pronunciado de la tensión a medida que las cadenas de la red se tensan y, en última instancia, la falla del material debido a la ruptura de la unión. En el caso del caucho natural entrecruzado con azufre, los enlaces S-S en el entrecruzamiento son mucho más débiles que los enlaces C-C en la columna vertebral de la cadena y son los puntos de falla de la red. La meseta en la tensión simulada, a partir de una tensión de alrededor de 7, es el valor límite de la red. No se pueden soportar tensiones superiores a unos 7 MPa y la red falla. Cerca de este límite de tensión, las simulaciones predicen que menos del 10 % de las cadenas están tensas, es decir, en el régimen de extensión de cadena alta y menos del 0,1 % de las cadenas se han roto. Si bien la fracción de ruptura muy baja puede parecer sorprendente, no es inconsistente con nuestra experiencia de estirar una banda elástica hasta que se rompa. La respuesta elástica de la goma tras la rotura no difiere notablemente de la original.